# 霍斯黑兹
霍斯黑兹（英語：Horseheads）是位于美国纽约州希芒县的一个镇，地处埃尔迈拉以北。2010年美国人口普查时，该镇有19485人。 1835年，霍斯黑兹镇从埃尔迈拉镇与希芒镇分出，正式建立。其名称直译为“马头”，指曾在此地发现的大量马头骨。